# Manželství v katolické církvi

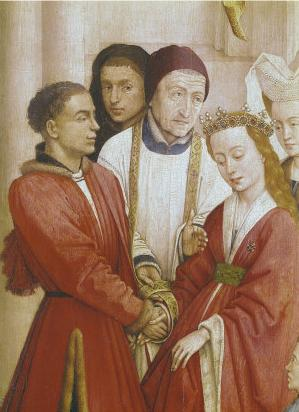
Svatba, detail z triptychu Sedm svátostí, Rogier van der Weyden, kolem roku 1445

Manželství v katolické církvi, nazývané též svátostné manželství, v úzkém slova smyslu chápáno jako kanonické manželství,  zachycuje Kodex kanonického práva (CIC) z roku 1983 pro římské katolíky latinského obřadu v kánonech 1055–1165. Manželství je zde definováno kán. 1055 §1 jako:
Manželský svazek, kterým muž a žena mezi sebou vytvářejí nejvnitřnější společenství celého života, zaměřené svou přirozenou povahou na prospěch manželů a na zplození a výchovu dětí, je mezi pokřtěnými povýšen Ježíšem Kristem na svátost.

(lat. Matrimoniale foedus, quo vir et mulier inter se totius vitae consortium constituunt, indole sua naturali ad bonum coniugum atque ad prolis generationem et educationem ordinatum, a Christo Domino ad sacramenti dignitatem inter baptizatos evectum est.)

Pro 23 katolických církví východních obřadů platí pro manželství Kodex kánonů východních církví (CCEO), který jej definuje v kánonech 776–866. V kán. 776 §1–2 CCEO, analogicky ke kán. 1055 §1 CIC, týž obsah rozvinutěji formuluje a stanoví:
Manželská smlouva je založená Stvořitelem, který svým zákonem ustanovil, že muž a žena se neodvolatelným osobním souhlasem zakládají společenství na cestě celého života, je svým přirozeným charakterem určena k dobru manželů a ke zplození a výchově dětí. Platné manželství mezi pokřtěnými osobami je samo o sobě svátostí, kterou jsou manželé Bohem spojeni k obrazu Kristova neochvějného spojení s církví a jsou jakoby posvěceni a posíleni svátostnou milostí.
(lat. Matrimonial foedus a Creatore conditum eiusque legibus instructum, quo vir et mulier irrevocabili consensu personali totius vitae consortium inter se constituunt, indole sua naturali ad bonum coniugm ac ad filiorum generationem et educationem ordinatur. Ex Christi institutione matrimonium validum inter baptizatos eo ipso est sacramentum, quo coniuges ad imaginem indefectibilis unionis Christi cum Ecclesia a Deo uniuntur gratiaque sacramentali veluti consecrantur et roborantur.)

## Manželství jako svátost

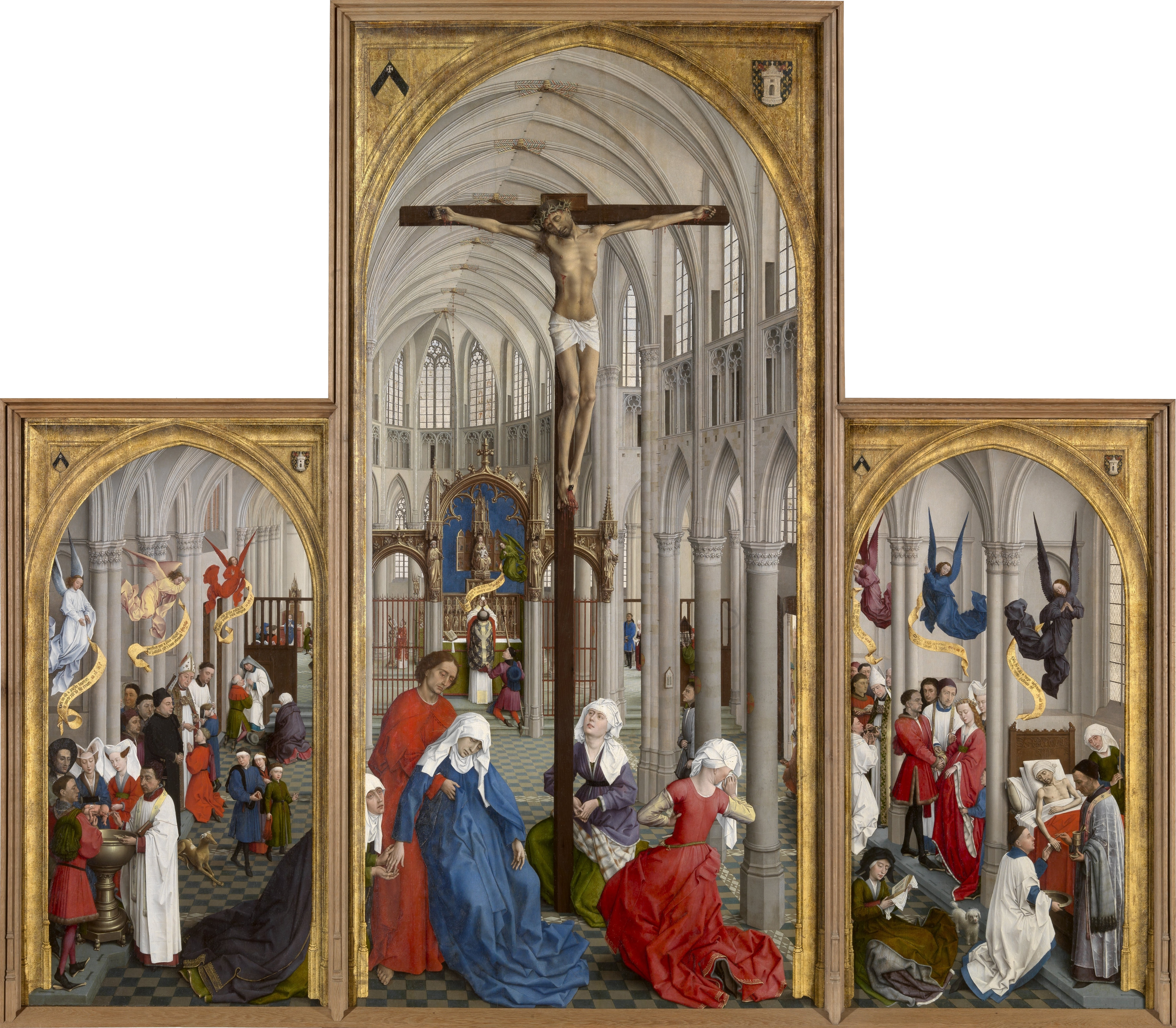
Oltářní obraz Sedm svátostí, triptych z něhož pochází detail svatby (viz výše), kol. r. 1445 (obraz nyní umístěn: Královské muzeum výtvarného umění, Antverpy)

Manželství v sobě prolíná teologickou a kanonicko-právní rovinu. Patří mezi sedm svátostí katolické církve. Manželství za svátost považuje i pravoslavná církev a starokatolické církve Utrechtské unie. Katolické manželské právo, které je založené na římském právu, pokud se týče jeho zaměření na manželství jako svobodnou vzájemnou dohodu nebo smlouvu, se stalo základem pro manželská práva všech evropských zemí, přinejmenším až do období reformace. Křesťanská společenství vycházející z reformace (protestanti), i když slaví svatbu, po Lutherových tezích, manželství za svátost nepovažují.
Církevní otcové se již v prvních stoletích shodovali v tom, že křesťanské manželství se liší od pohanského. Starověké písemné zdroje jednoznačně o manželství vypovídají, že se jedná o posvátnou věc, jejíž důstojnost byla ustanovena Ježíšem Kristem. Příkladem tohoto stanoviska jsou Tertulián, který opakovaně mluví o nerozlučitelné svátosti; dále Órigenés, sv. Ambrož, sv. Jeroným, sv. Zeno, sv. Augustin či sv. Jan Zlatoústý.
Od 4. století jsou dochované dokumenty zaznamenávající modlitby a požehnání, které vykonávali kněží nebo biskupové. V celém 1. tisíciletí bylo v církvi povinností, aby při svatebním obřadu byl přítomen kněz. Od 11. století se pak začíná prosazovat požadavek, aby se svatba konala „v přední části kostela“ (lat. „in facie ecclesiae“).
Mezi svátosti církve, jejichž správa byla řídí zákony církve, byla svátost manželství zařazena v roce 1184 na veronské synodě. Stejně jako v římském právu, jde spíš o soukromou dohodu, smlouvu mezi zúčastněnými stranami a jejich rodinami, která později mohla být požehnána knězem. Poskytuje to důkaz, že až do 9. století je manželství stále velmi podobné smlouvám ve starověkém Římě.
Až v roce 1215, v průběhu IV. lateránského koncilu, vydala pro manželství římskokatolická církev liturgické předpisy a právní normy, které s ním souvisejí.

### Katechismus a manželství
Katechismus katolické církve (KKC) z roku 1997, v otázce manželství, cituje pastorální konstituci Gaudium et Spes II. vatikánského koncilu: „Důvěrné společenství života a manželské lásky, které Stvořitel založil a vybavil vlastními zákonitostmi, se uskutečňují manželskou smlouvou... Sám Bůh je původcem manželství“, a dodává: „Povolání k manželství je vepsáno do samé přirozenosti muže a ženy, jak vyšli z rukou Stvořitele. Manželství není čistě lidské zřízení, přes všechny změny, které prošlo během staletí, v různých kulturách, sociálních strukturách a v duchovních postojích. Tyto rozmanitosti nesmějí dát zapomenout na společné a trvalé rysy. I když důstojnost tohoto zřízení (instituce) nevysvítá všude se stejnou jasností, existuje ve všech kulturách určitý smysl pro velikost manželského spojení, protože“; a opět doplňuje z Gaudium et Spes: „šťastný život člověka i lidské a křesťanské společnosti těsně souvisí s dobrým stavem manželského a rodinného společenství“.
Dále katechismus, opřený o novozákonní texty, uvádí: „Na prahu své veřejné činnosti Ježíš koná svůj první zázrak na prosbu své matky během svatební hostiny. Církev přikládá velkou důležitost Ježíšově přítomnosti na svatbě v Káně. Vidí v tom potvrzení, že manželství je dobré, a ohlášení, že od nynějška bude účinným znamením Kristovy přítomnosti. Ježíš ve svých kázáních jednoznačně učil, jaký je původní smysl spojení muže a ženy, jak je chtěl Stvořitel na počátku: dovolení zapudit vlastní manželku, které dal Mojžíš, byl ústupek zdůvodněný tvrdostí jejich srdce. Manželské spojení muže a ženy je nerozlučitelné: sám Bůh je uzavřel. ,Co Bůh spojil, člověk nerozlučuj’ (Mt 19,6). Toto jasné zdůrazňování nerozlučitelnosti manželského svazku mohlo vzbuzovat rozpaky a zdát se neuskutečnitelným požadavkem. Ježíš nicméně neuložil manželům neúnosné a příliš těžké břemeno, mnohem těžší než Mojžíšův zákon. Protože přišel obnovit původní řád stvoření, rozvrácený hříchem, sám dává sílu a milost žít manželství v novém duchu Božího království.“

### Povaha a účinky svátosti manželství
Podle katolické nauky, spolu s výhodami neporušitelné stability, jsou další výhody odvozeny od svátosti, protože Kristus povýšil manželství věřících k důstojnosti pravé a vlastní svátosti. Je účinným znamením a pramenem, z něhož proudí zvláštní vnitřní milost, se kterou Kristus „přivedl přirozenou lásku k větší dokonalosti, když potvrdil nerozlučnou jednotu, jíž manželé sami posvětili“.
Věřící, kteří vyjadřují manželský souhlas, „si otevírají pokladnici svátostné milosti, odkud čerpají nadpřirozenou sílu potřebnou k věrnému a svatému plnění svých úkolů a povinností, a to s vytrvalostí až do smrti“.
Svátost „nejenže zvyšuje princip nadpřirozeného života, tj. milost posvěcující, ale přidává k němu ještě další zvláštní dary, dispozice a zárodky milosti [...], aby manželé nejen dobře chápali, ale i důvěrně cítili, s pevným přesvědčením a rozhodnou vůlí si vážili a plnili to, co patří k manželskému stavu a jeho cílům a povinnostem; a k tomu jim konečně uděluje právo na přítomnou pomoc milosti, kdykoli ji potřebují k plnění povinností tohoto stavu“.
Člověk je však povolán ke spolupráci se svátostnou milostí, aby „vzácná semena milosti přinesla ovoce“. Manželé tak mohou nést břemena svého stavu a plnit své povinnosti a cítit se utěšeni, posvěceni a jakoby posvěceni mocí svátosti. Díky nesmazatelné ctnosti této svátosti nejsou věřící, kteří se jednou spojí svazkem manželství, nikdy zbaveni ani pomoci, ani svátostného pouta.
„Milost vlastní svátosti manželství je určena k tomu, aby zdokonalila lásku manželů, aby posílila jejich nerozlučitelnou jednotu.“ Kristus „zůstává s nimi, dává jim sílu, aby ho následovali tím, že vezmou svůj kříž, aby po pádu vstali, aby si navzájem odpouštěli, aby nesli břemena jeden druhého, aby se podřizovali jeden druhému v bázni Kristově a aby se milovali nadpřirozenou, něžnou a plodnou láskou“.
Katechismus katolické církve v čl. 1631 vysvětluje, že „[...] Manželství uvádí do ordo – řádu – církevního, vytváří práva a povinnosti v církvi, mezi manžely a vůči dětem“, tj. manželství uvádí manžele do svátostné jednoty všech křesťanských manželů v církvi.
Podle Velkého katechismu svatého Pia X. je manželství také smlouvou mezi manželi, protože zahrnuje stanovení práv a povinností vůči sobě navzájem a vůči potomkům. Tato přirozená smlouva je povýšena na důstojnost svátosti, čímž je manželům udělena svátostná milost, která udržuje a posiluje jejich přirozenou a svobodnou dispozici žít v souladu s právy a povinnostmi samotné smlouvy.

## Dějiny manželství v katolické církvi

### Rané období

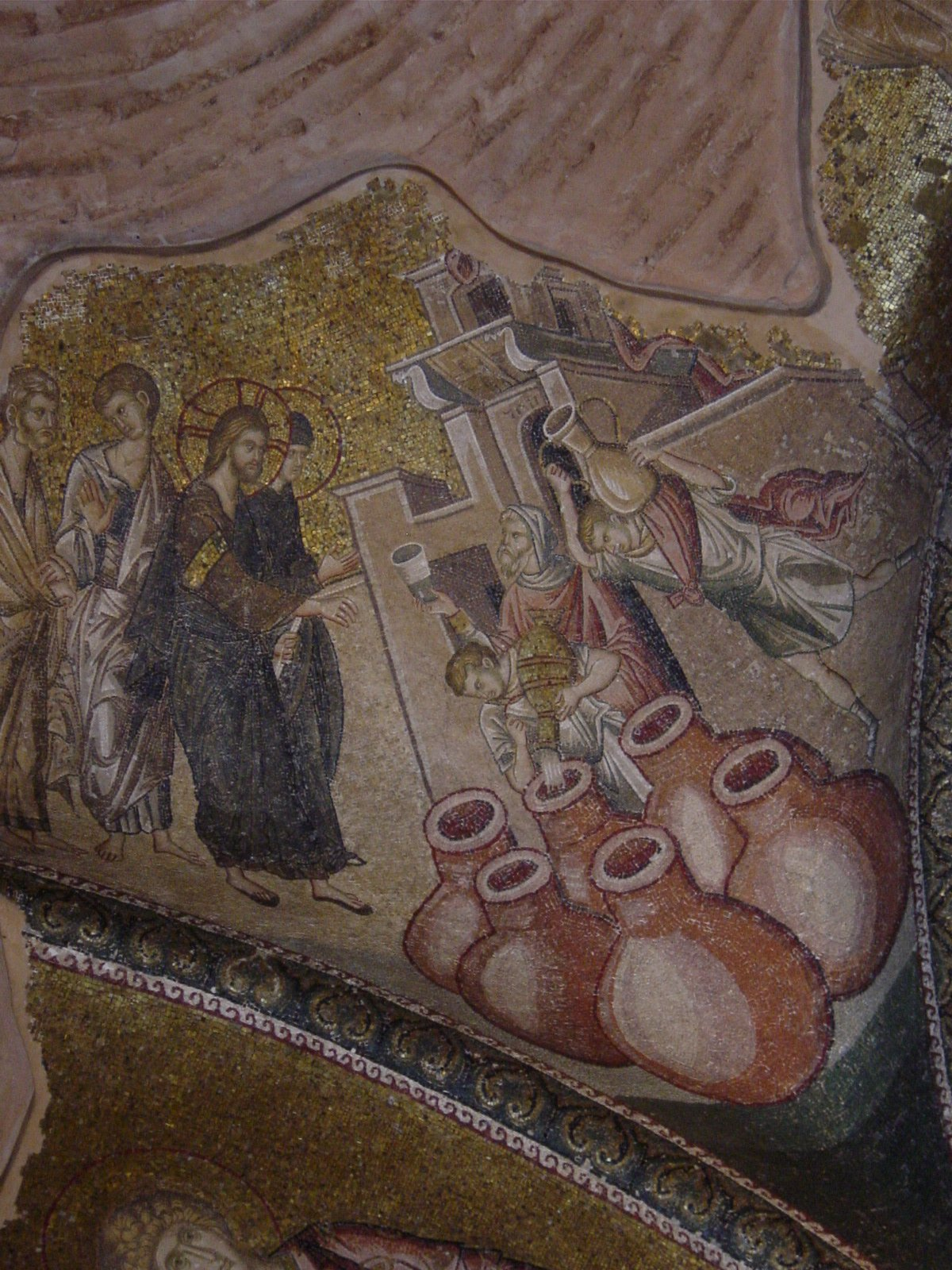
Mozaika zobrazující svatební hostinu v Káni Galilejské

Manželství bylo ve starověku považováno za nezbytný přechod do dospělosti a v židovské víře bylo silně podporováno. Autor listu Židům prohlásil, že manželství má být mezi všemi v úctě, a první křesťané hájili svatost manželství proti gnostikům a antinomistům.
Současně někteří členové vznikajících křesťanských společenství začali celibát oceňovat výše než manželství a za vzor si brali Ježíše. Souviselo to s rozšířenou vírou o brzkém příchodu Božího království; a tedy s Ježíšovým nabádáním vyhýbat se pozemským svazkům. Apoštol Pavel ve svých listech také naznačoval upřednostňování celibátu, ale uznával, že ne všichni křesťané mají nutně schopnost takový život žít: „Nyní jako ústupek, ne jako příkaz, říkám toto. Přál bych si, aby všichni byli takoví, jako jsem já sám. Ale každý má svůj dar od Boha, jeden takový a druhý jiný. Svobodným a vdovám říkám, že je pro ně dobré zůstat svobodnými, jako jsem já. Pokud se však nedokážou ovládat, měli by se oženit. Neboť je lepší se oženit než hořet vášní.“ Toto učení naznačovalo, že manželství by měli využívat jen jako poslední možnost ti křesťané, pro které je příliš obtížné zachovávat určitou míru sebeovládání a zůstat čistí, protože nemají dar celibátu. Karen Armstrongová ve své knize Christianity's creation of the sex war in the west tvrdí, že raní křesťané do značné míry „přikládali rodině menší hodnotu“ a celibát a svobodu od rodinných vazeb považovali za vhodnější stav pro ty, kteří toho byli schopni. Nicméně toto tvrzení mírní jiní badatelé, kteří uvádějí, že Pavel by celibát nevnucoval o nic víc, než by trval na manželství. V tom, co si lidé instinktivně vybírají, se projevuje Boží dar. Považuje tedy za samozřejmé, že ženatí nejsou povoláni k celibátu.
Jak se církev jako instituce vyvíjela a přicházela do kontaktu s řeckým světem, posilovala myšlenku, kterou lze nalézt u spisovatelů, jako byli Platón a Aristotelés, že celibát v nesezdaném stavu je lepší a svatější než v manželství. Zároveň zpochybňovala některé převládající společenské normy, jako například kupování a prodávání žen do manželství, a hájila právo žen rozhodnout se zůstat svobodnými pannami pro Krista. Z příběhů spojených s mnoha panenskými mučednicemi v prvních staletích existence katolické církve je často zřejmé, že byly umučeny pro své odmítání manželství, nikoliv nutně jen pro svou víru v Krista.
Učení o nadřazenosti panenství nad manželstvím, které vyjádřil svatý Pavel, bylo ranou církví přijato, jak ukazuje Hermův Pastýř z 2. století. Justin Mučedník, píšící v polovině 2. století, se chlubil „mnoha muži a ženami ve věku šedesáti a sedmdesáti let, kteří jsou od dětství Kristovými učedníky a zachovávají se nezkažení“. Panenství chválil i Cyprián (asi 200–258) a další významné křesťanské osobnosti a představitelé. Philip Schaff připouští, že nelze popřít, že pozdější učení Tridentského koncilu ze 16. století – „že je blaženější zůstat pannou nebo žít v celibátu než vstoupit do manželství“ – bylo názorem, který ovládal celou raně křesťanskou církev. Zároveň církev stále odrazovala každého, kdo by „odsuzoval manželství nebo si ošklivil a odsuzoval ženu, která je věřící a zbožná a spí s vlastním mužem, jako by nemohla vstoupit do [nebeského] království“.
Po většinu dějin katolické církve proto nebyl pro slavení manželství předepsán žádný specifický rituál – alespoň ne až do pozdního středověku: „Manželský slib nemusel být vyměněn v kostele, ani nebyla nutná přítomnost kněze. Snoubenci si mohli vyměnit souhlas kdekoli a kdykoli.“

### Církevní otcové

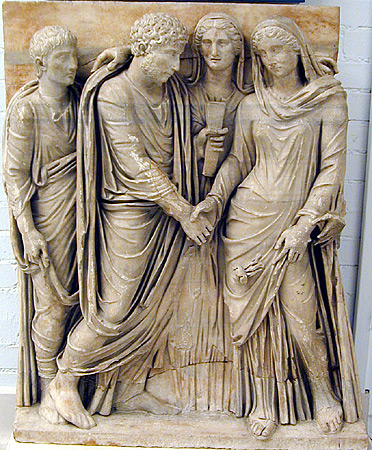
Sňatek bez církevního obřadu

Autor Markus si všímá tohoto vlivu na postoj raných křesťanů, zejména když po roce 400 zesílily křesťanské obavy ze sexuality: „Nadřazenost panenství a sexuální zdrženlivosti byla obecně považována za samozřejmost. Temný spodní proud nepřátelství vůči sexualitě a manželství se však prolínal s vlídnějším postojem k tělu. Postoje se rozcházely a hlavní proud křesťanství se nakazil výrazným proudem nedůvěry vůči tělesné existenci a sexualitě. Tato trvalá ,enkratická' tendence dostala silný impuls v debatách o křesťanské dokonalosti na konci čtvrtého a na počátku pátého století“.
Církevní otcové latinské či katolické církve sice neodsuzovali manželství, nicméně učili preferovat celibát a panenství.
Biskup Ignác Antiochijský, který psal kolem roku 110 biskupu Polykarpovi ze Smyrny, řekl: „Prospěšné je, aby muži i ženy, kteří uzavírají manželství, utvářeli svůj svazek se souhlasem biskupa, aby jejich manželství bylo podle Boha, a ne podle jejich vlastní žádostivosti.“
Tertulián (asi 160 – asi 225) si již ve druhém století ve svém díle Ad Uxorem všiml, že křesťané „žádají o manželství“ své kněze, a byl spokojen s tím, jak může kněžské požehnání proměnit hříšný skutek v posvěcený; za předpokladu, že je posvěcený s mírou a jen tehdy, když se z něj mohou narodit děti. Tvrdil však také, že druhý sňatek, který se týká osoby osvobozené od prvního sňatku smrtí manžela, „nebude muset být označen jinak než jako druh smilstva“, což je argument založený částečně na úvaze, že takový sňatek zahrnuje touhu oženit se se ženou ze sexuální náruživosti.
Ve svém díle O napomenutí k čistotě Tertulián tvrdil, že druhé manželství poté, co byl někdo z prvního manželství osvobozen smrtí manžela, „nebude muset být označeno jinak než jako druh smilstva“. Tvrdil, že v knize Leviticus nachází zákaz nového manželství kněží Starého zákona podobný tomu, který je pro křesťanské duchovní v Pavlových pastorálních listech, a použil jej jako argument proti uzavírání nového manželství i ze strany laických křesťanů, které Kristus učinil „královstvím, kněžími svého Boha a Otce“: „Jsi-li digamista (osoba, která uzavřela druhý sňatek), křtíš? Jsi-li digamista, obětuješ? Oč strašnější (zločin) je, když digamista laik působí jako kněz, když sám kněz, stane-li se digamistou, je zbaven moci působit jako kněz! ,Ale na nutnost', říkáte, ,se uděluje odpustek'. Žádná nutnost není omluvitelná, které se lze vyhnout. Jedním slovem, vyhýbej se tomu, abys byl shledán vinným digamií, a nevystavuj se nutnosti podávat to, co digamista nesmí zákonně podávat. Bůh si přeje, abychom všichni byli tak stavěni, abychom byli kdykoli a kdekoli připraveni přijmout (povinnosti) jeho svátostí.“
Také ve svém dřívějším díle Ad uxorem se Tertulián vyslovil proti druhému manželství, ale řekl, že pokud se někdo musí znovu oženit, měl by to být křesťan. V jiných spisech ostře argumentoval proti myšlenkám, které vyjádřil ve svém díle O nabádání k čistotě, a ve svém díle De anima výslovně uvedl, že „manželský stav je Bohem požehnaný, nikoli prokletý“. Adhémar d'Alès to komentoval: „Tertullián toho o manželství napsal hodně a v žádném jiném tématu si tolik neprotiřečil“.
Cyprián (asi 200 – 258), kartaginský biskup, ve svých Třech knihách svědectví proti Židům doporučoval křesťanům, aby si nebrali pohany. Na adresu zasvěcených panen napsal: „První přikázání ukládalo plodit a množit se, druhé nařizovalo zachování panenského stavu. Dokud byl svět ještě pustý a prázdný, množili jsme se co do počtu a přibývali, až se rozšířil lidský rod. Nyní, když je svět naplněn a země zalidněna, ti, kdo mohou přijmout panenský stav, žijíce po způsobu nesezdaných, jsou učiněni svobodnými pro království. Ani to Pán nepřikazuje, ale nabádá k tomu; ani neukládá jho z nutnosti, protože je to ponecháno na svobodném rozhodnutí vůle.“
Jeroným (asi 347 – 420) komentuje Pavlův list Korinťanům: „Jestliže ,je dobré, aby se muž nedotýkal ženy', pak je špatné, aby se nějaké dotýkal, neboť špatné a pouze špatné je opakem dobrého. Jestliže však, ačkoli je špatný, je učiněn zavrženíhodným, pak je dovoleno zabránit něčemu, co by bylo horší než špatné. ... Všimněte si apoštolovy opatrnosti. Neříká: ,Je dobré nemít ženu', ale: ,Je dobré, aby se muž nedotýkal ženy'. ... Nevykládám zákon, pokud jde o manžele a manželky, ale probírám obecnou otázku pohlavního styku – jak ve srovnání s čistotou a panenstvím, životem andělů, ,je dobré, aby se muž nedotýkal ženy'.“ Argumentoval také tím, že manželství odvádí pozornost od modlitby, a proto je lepší panenství: „Máme-li se stále modlit, vyplývá z toho, že nikdy nesmíme být v manželském svazku, neboť jakmile své ženě odevzdám, co jí náleží, nemohu se modlit. Rozdíl mezi manželstvím a panenstvím je tedy stejně velký jako mezi nehřešit a dobře se chovat; ba spíše, abychom se vyjádřili méně tvrdě, stejně velký jako mezi dobře a lépe.“ Ohledně duchovních řekl: „Kněz musí vždy přinášet oběti za lid, proto se musí vždy modlit. A musí-li se vždy modlit, musí být vždy osvobozen od manželských povinností.“ V tomto případě se kněz musí vždy modlit. S odkazem na 2. kapitolu knihy Genesis dále tvrdil, že „zatímco Písmo o prvním, třetím, čtvrtém, pátém a šestém dni vypráví, že když Bůh dokončil dílo každého z nich, viděl, že je dobré, druhý den to zcela vynechává a nechává nás pochopit, že dva nejsou dobrý počet, protože ničí jednotu, a předznamenává manželskou smlouvu.“ Jeroným potvrdil Genesis 1,28 („Bůh jim požehnal a řekl jim: Ploďte a množte se a naplňte zemi“) a Židům 13,4 („Manželství je ve všem ctihodné“) a distancoval se od znevažování manželství Marcionem a Manicheem a od Taciána, který považoval každý pohlavní styk, dokonce i v manželství, za nečistý.
Samozřejmě se objevily i opačné názory. Pelagius se domníval, že Jeroným projevuje k manželství zahořklé nepřátelství podobné manichejskému dualismu, což se Jeroným pokusil vyvrátit ve svém díle Adversus Jovinianum: Jeremiáš se v této souvislosti ohradil proti tomuto tvrzení: „My nenásledujeme názory Markiona a Manichea a neznevažujeme manželství; ani, oklamáni bludem Tatiana, vůdce enkratitů, nepovažujeme veškerý styk za nečistý; on odsuzuje a odmítá nejen manželství, ale i pokrm, který Bůh stvořil pro užitek člověka. Víme, že ve velkém domě jsou nejen nádoby ze zlata a stříbra, ale také ze dřeva a hlíny. [...] Zatímco ctíme manželství, dáváme přednost panenství, které je potomkem manželství. Přestane snad stříbro být stříbrem, když zlato je vzácnější než stříbro?“ Na jiném místě vysvětlil: „Někdo může říci: ,A vy se odvažujete znevažovat manželství, které je požehnané Pánem?' Není znevažováním manželství, když se před ním dává přednost panenství. Nikdo nesrovnává zlo s dobrem. Ať se chlubí i vdané ženy, protože jsou až na druhém místě za pannami. Rozmnožujte se, říká, množte se a naplňte zemi. Kdo má naplnit zemi, ať se rozmnožuje a množí. Vaše společnost je v nebi.“ Posmívaje se mnichovi, který ho obvinil, že odsuzuje manželství, Jeroným napsal: „Musí slyšet alespoň ozvěnu mého zvolání: ,Neodsuzuji manželství, neodsuzuji manželství'. Vskutku – a to říkám proto, aby mu bylo zcela jasné, co tím myslím – bych si přál, aby si vzal manželku každý, kdo kvůli tomu, že se v noci bojí, nezvládne spát sám.“
Právě Augustin (354–430), jehož názory následně silně ovlivnily západní teologii, měl největší vliv na rozvoj teologie svátosti křesťanského manželství. V mládí byl Augustin rovněž stoupencem manicheismu, ale po konverzi ke křesťanství odmítl manichejské odsuzování manželství a reprodukce za uvěznění duchovního světla v materiální temnotě. Následně pokračoval v učení, že manželství není zlo, ale dobro, i když není na úrovni volby panenství: „Manželství a smilstvo nejsou dvě zla, z nichž to druhé je horší, ale manželství a zdrženlivost jsou dvě dobra, z nichž to druhé je lepší.“
Ve své knize O dobru manželství z roku 401 rozlišoval tři hodnoty manželství: věrnost, která je víc než jen sexuální; dále potomstvo, které „zahrnuje přijetí dětí v lásce, jejich výchovu v náklonnosti a výchovu v křesťanském náboženství a svátost v tom smyslu, že její nerozlučitelnost je znamením věčné jednoty blahoslavených“. Stejně jako ostatní církevní otcové Východu i Západu i Augustin učil, že panenství je vyšší způsob života, i když ne každému je dáno žít na této vyšší úrovni. Ve svém díle De bono coniugali (O dobru manželství) napsal: „Vím, co lidé reptají: ,Dejme tomu', poznamenávají, ,že by se každý snažil zdržet se jakéhokoli pohlavního styku? Jak by lidstvo přežilo? Přál bych si jen, aby se o to každý staral tak dlouho, dokud by to bylo vysloveno v lásce, z čistého srdce, dobrého svědomí a nefalšované víry'; pak by se Boží město naplnilo mnohem rychleji a konec světa by se urychlil.“ Karen Armstrongová v tom vidí apokalyptický rozměr Augustinova učení. Reynolds říká, že Augustinova poznámka k této divoce hypotetické Jovinianově námitce mohla spočívat v tom, že svatost církve, v níž by si všichni zvolili celibát, by znamenala, že by ji tvořil dostatek členů, aby naplnila Boží město, nebo že by tím církev k sobě shromažďovala duše ještě rychleji, než se jí to již daří. Nicméně Augustinovo jméno „mohlo být skutečně po celá středověká staletí skloňováno, aby posílilo vyzdvihování panenství na úkor manželství a omezilo roli sexuality i v rámci křesťanského manželství“.
Nakonec Isidor ze Sevilly (asi 560 – 636) Augustinovu formulaci zdokonalil a rozšířil a byl součástí řetězce, kterým se přenesla do středověku.
Ačkoli se nejedná o církevního otce, ale patří do stejného období, v životopise svatého Kolumby od Adomnana z Iony se světec na jednom místě zmiňuje o setkání se ženou, která odmítá spát se svým mužem a plnit manželské povinnosti. Když se Kolumba s touto ženou setká, řekne, že raději udělá cokoli, dokonce i to, že odejde do kláštera a stane se jeptiškou, než aby s ním spala. Kolumba ženě řekne, že podle Božího přikázání má spát se svým manželem a ne opustit manželství a stát se jeptiškou, protože jakmile se jednou vezmou, stávají se oba jedním tělem.

### Středověké období

#### Vývoj svátostí

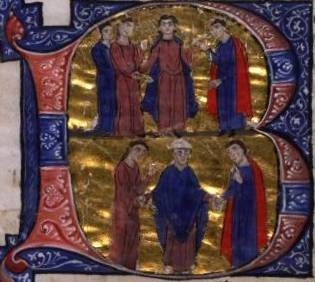
Zasnoubení a sňatek kolem roku 1200

Středověká křesťanská církev po vzoru Augustina rozvinula svátostné chápání manželství. Ani v této fázi však katolická církev nepovažovala svátosti za rovnocenné. Manželství nikdy nebylo považováno ani za jednu ze svátostí křesťanské iniciace (křest, biřmování, eucharistie), ani za svátost, která uděluje charakter (křest, biřmování, svěcení).
S rozvojem svátostné teologie bylo manželství zařazeno mezi sedm vybraných svátostí, na které se vztahoval termín „svátost“. Výslovná klasifikace manželství tímto způsobem přišla jako reakce na opačné učení katarství, že manželství a plození jsou zlo: první oficiální prohlášení, že manželství je svátost, bylo učiněno na koncilu ve Veroně v roce 1184 jako součást odsouzení katarů. V roce 1208 papež Inocenc III. požadoval od členů jiného náboženského hnutí, valdenských, aby uznali, že manželství je svátost, což bylo podmínkou pro jejich přijetí zpět do katolické církve. V roce 1254 katolíci obvinili valdenské z odsouzení svátosti manželství, „když říkali, že sezdaní lidé smrtelně hřeší, jestliže se sblíží bez naděje na potomstvo.“ Čtvrtý lateránský koncil v roce 1215 již v reakci na učení katarů konstatoval: „Manželství je svátost: Neboť nejen panny a zasvěcené osoby, ale i osoby sezdané nalézají u Boha přízeň správnou vírou a dobrým jednáním a zasluhují dosáhnout věčné blaženosti.“ Manželství bylo také zařazeno do seznamu sedmi svátostí na druhém lyonském koncilu v roce 1274 jako součást vyznání víry, které bylo požadováno od Michaela VIII. Palaiologa. Svátosti manželství a svěcení byly odlišeny jako svátosti, které mají za cíl „růst církve“, od ostatních pěti svátostí, které jsou určeny k duchovnímu zdokonalení jednotlivců. Florentský koncil v roce 1439 opět uznal manželství za svátost.
Středověký pohled na svátostnost manželství byl popsán následovně: „Středověcí autoři tvrdili, že manželství je stejně jako ostatní svátosti nástrojem posvěcení, kanálem milosti, který způsobuje, že se na lidstvo vylévají Boží milostivé dary a požehnání. Manželství posvěcovalo křesťanské páry tím, že jim umožňovalo dodržovat Boží zákon pro manželství a poskytovalo jim ideální vzor manželství v Kristu Ženichovi, který si vzal církev za nevěstu a věnoval jí nejvyšší lásku, oddanost a oběť, a to až do smrti“.

#### Liturgická praxe
Po většinu církevních dějin se manželství uzavíralo (stejně jako v tradicích, jako je římská a judaistická) bez duchovních a podle místních zvyklostí. První dostupná písemná podrobná zpráva o křesťanské svatbě na Západě pochází až z 9. století a zdá se, že je totožná se starou svatební bohoslužbou ve starém Římě. Mezi rané svědky praxe zásahu duchovenstva do manželství prvních křesťanů však patří Tertulián, který hovoří o křesťanech, kteří si od nich „vyžádali sňatek“, a Ignác Antiochijský, podle něhož by křesťané měli svůj svazek uzavírat se souhlasem biskupa – ačkoli nepřítomnost duchovních nekladla žádné překážky a nic nenasvědčuje tomu, že by toto doporučení bylo všeobecně přijato.
Ve 4. století bylo ve východní církvi v některých oblastech zvykem, že sňatkům žehnal kněz, aby byla zajištěna plodnost. Od 7. století existuje také několik zpráv o náboženských svatebních obřadech. Zatímco však na Východě byl kněz vnímán jako ten, kdo svátost vysluhuje, na Západě to byli oba účastníci manželství (pokud byli pokřtěni), kdo fakticky vysluhoval, a jejich souhlasné slovo bylo dostatečným důkazem existence svátostného manželství, jehož platnost nevyžadovala ani přítomnost svědků, ani dodržování zákona IV. lateránského koncilu z roku 1215, který požadoval zveřejnění zákazu uzavírání manželství.
Až na několik místních výjimek se tedy v Evropě až do některých případů dlouho po Tridentském koncilu uzavíraly sňatky na základě vzájemného souhlasu, prohlášení o úmyslu uzavřít manželství a na základě následného fyzického spojení stran. Snoubenci si ústně slibovali, že se vezmou; přítomnost kněze nebo svědků nebyla nutná. Tento slib byl znám jako „verbum“. Pokud byl dán svobodně a učiněn v přítomném čase (např. „beru si tě“), byl nepochybně závazný; pokud byl učiněn v budoucím čase („vezmu si tě“), jednalo se o zásnuby. Jednou z funkcí kostelů od středověku byla registrace sňatků, která nebyla povinná. Stát se do manželství a osobního stavu nijak nezapojoval, tyto otázky rozhodovaly církevní soudy. Ve středověku se sňatky domlouvaly, někdy již od narození, a tyto rané sliby uzavřít manželství se často používaly k zajištění smluv mezi různými královskými rody, šlechtou a dědici lén. Církev se těmto vnuceným svazkům bránila a zvyšovala počet důvodů pro zneplatnění těchto ujednání. S šířením křesťanství v době římské a ve středověku rostla myšlenka svobodné volby při výběru sňatkových partnerů a šířila se s ní. 
Platnost takových sňatků, i když byly uzavřeny pod stromem, v hospodě nebo v posteli, byla zachována i proti platnosti pozdějšího sňatku v kostele. I poté, co Tridentský koncil stanovil jako podmínku platnosti přítomnost faráře nebo jeho zástupce a nejméně dvou dalších svědků, přetrvával v mnoha zemích, kde jeho dekret nebyl vyhlášen, předchozí stav. Skončil až v roce 1908, kdy vstoupil v platnost dekret Ne Temere.
Ve 12. století papež Alexandr III. nařídil, že manželství vzniká svobodným vzájemným souhlasem snoubenců, nikoli rozhodnutím jejich rodičů nebo poručníků. Poté se začaly množit tajné sňatky nebo útěky mladých lidí, což mělo za následek, že církevní soudy musely rozhodnout, který z řady sňatků, z jejichž uzavření byl člověk obviněn, byl první, a tedy platný. Ačkoli byly církví „nenáviděny a zakázány“, byly uznány za platné. Podobně je dnes katolíkům zakázáno uzavírat smíšená manželství bez povolení církevní autority.

#### Protireformace

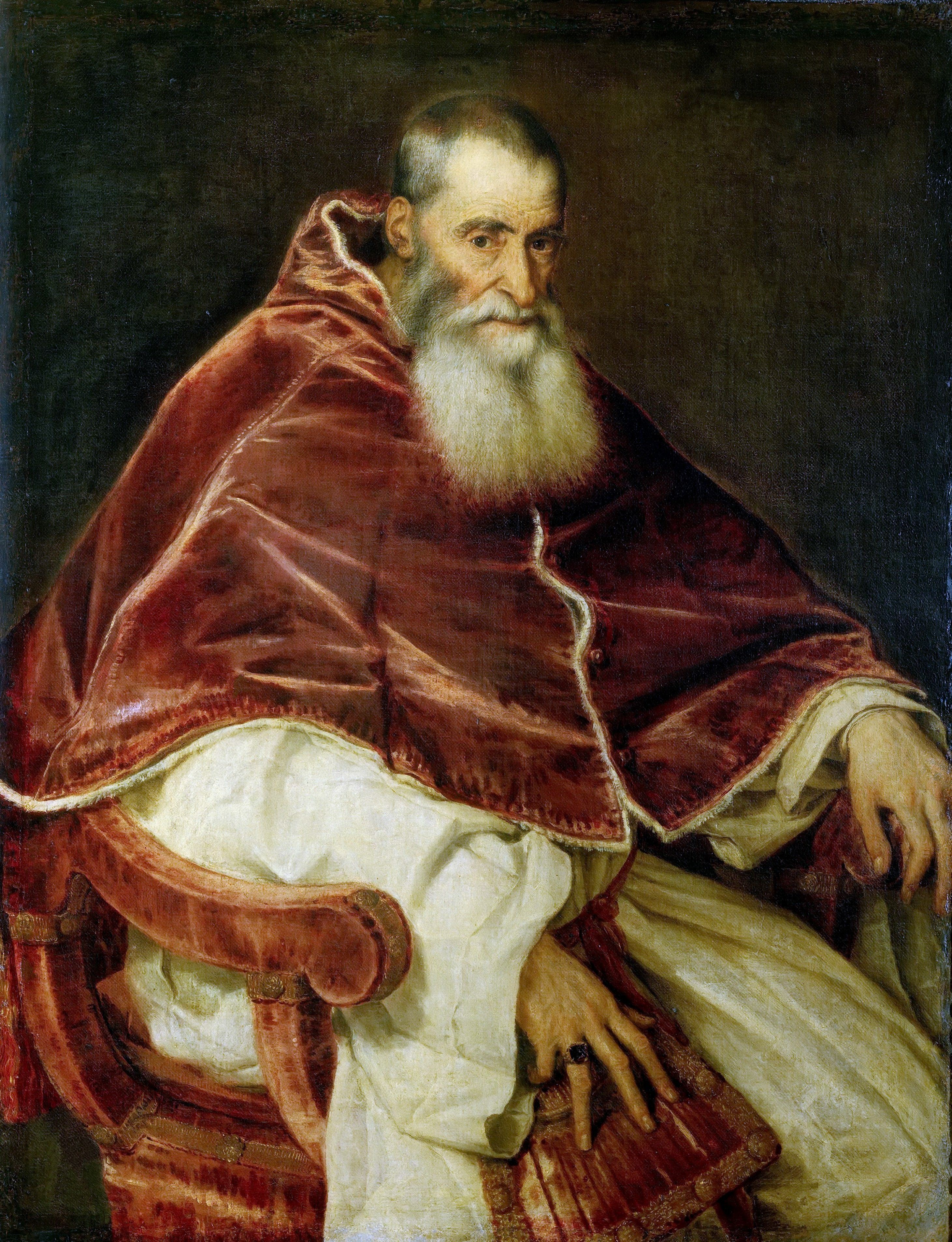
Papež Pavel III. (namaloval Tizian) 1490–1576, asi 1543, ve funkci papeže 13. října 1534 – 10. listopadu 1549, předsedal části Tridentského koncilu

V 16. století různé skupiny hlásící se k protestantské reformaci v různé míře odmítaly svátostný charakter většiny katolických svátostí. V reakci na to Tridentský koncil 3. března 1547 pečlivě pojmenoval a definoval svátosti katolické církve, přičemž znovu potvrdil učení, že manželství je svátost – z let 1184, 1208, 1274 a 1439. S odvoláním na Písmo svaté, apoštolské tradice a prohlášení předchozích koncilů a církevních otců biskupové prohlásili, že existuje přesně sedm svátostí, přičemž manželství je jednou z nich, a že všech sedm jsou skutečně a řádně svátostmi.
Erasmus Rotterdamský ovlivnil debatu v první polovině 16. století tím, že v roce 1518 vydal esej na chválu manželství (Encomium matrimonii), v němž tvrdil, že svobodný stav je „neplodný způsob života, který je pro člověka sotva vhodný“. Teolog Josse Clichtove působící na pařížské univerzitě to interpretoval jako útok na cudnost, ale Erasmus si našel přízeň protestantských reformátorů, kteří tento argument uznali jako užitečný nástroj k podkopání povinného kněžského celibátu a mnišství. Diarmaid MacCulloch tvrdil, že opatření přijatá v Tridentu byla proto částečně reakcí římského katolicismu, který chtěl ukázat, že to s manželstvím a rodinou myslí stejně vážně jako protestanti.
Tridentský koncil 11. listopadu 1563 odsoudil názor, že „manželský stav má být postaven nad stav panenství nebo celibátu a že není lepší a požehnanější zůstat v panenství nebo v celibátu než být spojen v manželství“. A zatímco katolíci zastávali nadpřirozený charakter manželství, byli to protestanti, kteří ho nepovažovali za svátost a připouštěli rozvod.
Dekret Tametsi z roku 1563 byl jedním z posledních rozhodnutí přijatých v Tridentu. Dekret se fakticky snažil zavést církevní kontrolu nad procesem uzavírání manželství tím, že stanovil co nejpřísnější podmínky pro to, co je manželstvím. Beal říká, že koncil, „podrážděn osočováním protestantských reformátorů z neschopnosti katolické církve vymýtit tajné sňatky“, vydal dekret „na ochranu před neplatnými sňatky a zneužíváním tajných sňatků“, které se staly „metlou Evropy“. Čtvrtý lateránský koncil v roce 1215 zakázal tajně (clandestinně) uzavíraná manželství, ale pokud neexistovala nějaká jiná překážka (impedimentum), považoval je za platné, i když nezákonné. Tametsi stanovil podmínku, že i pro platnost v každé oblasti, kde byl dekret oficiálně zveřejněn, musí být sňatek uzavřen za přítomnosti faráře a nejméně dvou svědků. To znamenalo převrat v dřívější praxi, neboť „sňatky, které nesplňovaly tyto požadavky, byly od okamžiku vyhlášení dekretu považovány za neplatné a neúčinné“. Dekret Tametsi navíc vyžadoval, aby kněz vedl písemné záznamy, což mělo za následek, že rodiče měli nad sňatky svých dětí větší kontrolu než dříve. Zavedl také kontrolu sňatků osob bez stálé adresy („tuláci mají být oddáváni s opatrností“), „upravil dobu, kdy mohou být sňatky uzavírány, zrušil pravidlo, že pohlavní styk vytváří příbuzenství, a znovu potvrdil zákaz konkubinátu“.
Z obavy, že by dekret „identifikoval a rozmnožil počet pochybných sňatků, zejména v protestantských oblastech, kde jsou ,smíšená' manželství běžná“, koncil váhal s jeho přímým zavedením a rozhodl se podmínit jeho aplikaci místním vyhlášením. Ve skutečnosti nebylo Tametsi nikdy vyhlášeno celosvětově. Ve Francii, Anglii, Skotsku a mnoha dalších zemích dekret neměl žádnou platnost a v roce 1907 byl nahrazen dekretem Ne Temere, který vstoupil v platnost všeobecně o Velikonocích 1908.

## Platnost manželství podle katolické církve
Katolická církev má také požadavky, které musí splňovat katolíci, aby mohli být z pohledu církve považováni za platně sezdané. Platné katolické manželství se skládá ze čtyř prvků:
- (1) snoubenci jsou svobodní k uzavření manželství;
- (2) svobodně si vymění svůj souhlas;
- (3) souhlasem s uzavřením manželství mají úmysl uzavřít manželství na celý život, být si věrní a být otevřeni dětem;
- a (4) jejich souhlas je dán kanonickou formou, tj. v přítomnosti dvou svědků a před řádně pověřeným církevním služebníkem. Výjimky z posledního požadavku musí schválit církevní autorita. Církev poskytuje několik měsíců před uzavřením manželství kurzy, které mají účastníkům pomoci informovat o jejich souhlasu. Během této doby nebo před ní jsou budoucí manželé biřmováni, pokud předtím nepřijali biřmování a lze to provést bez vážných obtíží (kán. 1065).

Katolická církev také uznává jako svátostné (1) manželství mezi dvěma pokřtěnými protestanty nebo mezi dvěma pokřtěnými pravoslavnými křesťany, jakož i (2) manželství mezi pokřtěnými nekatolickými křesťany a katolickými křesťany, i když v posledním případě je třeba získat souhlas diecézního biskupa, což se nazývá „povolení k uzavření smíšeného manželství“. Pro ilustraci bodu (1) lze uvést, že „pokud se například dva luteráni vezmou v luteránském kostele za přítomnosti luteránského duchovního, katolická církev to uzná za platný svátostný sňatek.“ Na druhé straně katolická církev sice uznává manželství mezi dvěma nekřesťany nebo manželství mezi katolickým křesťanem a nekřesťanem, ale tato manželství nejsou považována za svátostná a v druhém případě musí katolický křesťan požádat svého biskupa o svolení k uzavření manželství; toto svolení se nazývá „dispenz od disparity kultu (disparitas cultus)“. Církev dává přednost tomu, aby manželství mezi katolíky nebo mezi katolíky a jinými křesťany byla uzavřena ve farním kostele jednoho ze snoubenců. S procesem povolení mohou pomoci ti, kdo pomáhají připravit pár na manželství. V podmínkách 21. století, kdy už komunity nejsou nábožensky tak homogenní, se povolení uděluje snadněji než v dřívějších staletích.

### Kanonická forma
Kanonická forma manželství začala být vyžadována dekretem Tametsi vydaným Tridentským koncilem 11. listopadu 1563. Dekretem Ne Temere papeže Pia X. z roku 1907 se kanonická forma stala povinnou i tam, kde dekret Tridentského koncilu nebyl vyhlášen.
Kanonická forma manželství, jak je stanovena v kánonech 1055–1165 Kodexu kanonického práva z roku 1983 a v kánonech 776–866 Kodexu kánonů východních církví, sice připouští výjimky, ale obvykle uznává manželství katolíků za platné pouze tehdy, je-li uzavřeno před místním biskupem nebo jím pověřeným farářem nebo (pouze v latinské církvi) jimi pověřeným jáhnem a také alespoň dvěma svědky. V dřívějších dobách nebyla platnost podmíněna splněním těchto dvou podmínek.

#### Svoboda uzavřít manželství
Účastníci manželské smlouvy musí mít svobodu uzavřít manželství a vzájemně se oddat. To znamená, že musí jít o jednoho svobodného muže a jednu svobodnou ženu bez překážek (impediment) stanovených kanonickým právem.

#### Překážky
Hlavní článek: Kanonické manželství#Překážky
Katolické manželství nelze uzavřít, pokud je dána jedna nebo více z následujících překážek, ačkoli pro některé z nich lze udělit dispens.
- Předchozí a trvalá impotence.
- Příbuzenství do čtvrtého stupně v příbuzenské linii (1. bratranec a sestřenice), včetně zákonné adopce do druhé příbuzenské linie.
- Švagrovství (příbuzenský vztah na základě manželství, např. švagr) v přímé linii.
- Předchozí sňatek (svazek z předchozího manželství, i když nebyl konzumován).
- Svátost kněžství. Povolení k uzavření manželství je udělováno pouze těm vysvěceným duchovním, kteří byli plně laicizováni (zbaveni aktivní služby a následně propuštěni z duchovního stavu, což je proces, který zahajuje (arci)diecéze nebo řádová komunita a který nakonec uděluje římská kurie ve Vatikánu s výhradou papežského schválení. V případě, že se jedná o klerika, který byl biskupem, řeší Dikasterium pro biskupy; dále Dikasterium pro klérus (pokud byl klerik světským nebo diecézním knězem nebo jáhnem) nebo Dikasterium pro společnosti zasvěceného života a společnosti apoštolského života (v případě kleriků, kteří jsou členy řeholních řádů nebo světských institutů či jiných společností bez řeholních slibů). Laicizace se uděluje pouze z vážných důvodů jáhnům, z vážných důvodů kněžím a velmi zřídka prelátům. Trvalí jáhni, kteří ovdověli, však dostali od svých představených a diecézí a Vatikánu povolení, aby se po vysvěcení oženili, aniž by museli opustit klerický stav, pravděpodobně proto, aby lépe uživili své rodiny. Seminarista, který se stal jáhnem, může podobně jako ostatní seminaristé, kteří opustí program formace před kněžským svěcením, po určité době uzavřít sňatek a založit rodinu a se souhlasem ordináře a Vatikánu a se svolením svého nadřízeného – svého faráře nebo bývalého řeholního představeného – může nadále působit jako světský, neřeholní jáhen.
- Trvalé sliby čistoty v řeholním institutu. Zprostit se trvalých, slavnostních slibů jako řeholník je obtížnější než z noviciátu nebo z předběžných, počátečních slibů, zvláště pokud je řeholník vysvěcený; je k tomu třeba povolení místního a regionálního řeholního představeného, vědomí místního ordináře a povolení – s výhradou konečného papežského schválení – Dikasterium pro společnosti zasvěceného života a společnosti apoštolského života.
- Rozdílnost kultu, tzv. disparitas cultus (jedna strana není pokřtěna v trinitární křesťanské denominaci).
- Crimen – zločin (jedna ze stran se předem domluví na uzavření manželství pod podmínkou smrti manžela/manželky ještě v době manželství); nazývá se také „konjugicida“.
- Nezletilost (nejméně 16 let u mužů, 14 let u žen).
- Únos.

#### Doby v průběhu roku pro uzavírání sňatků

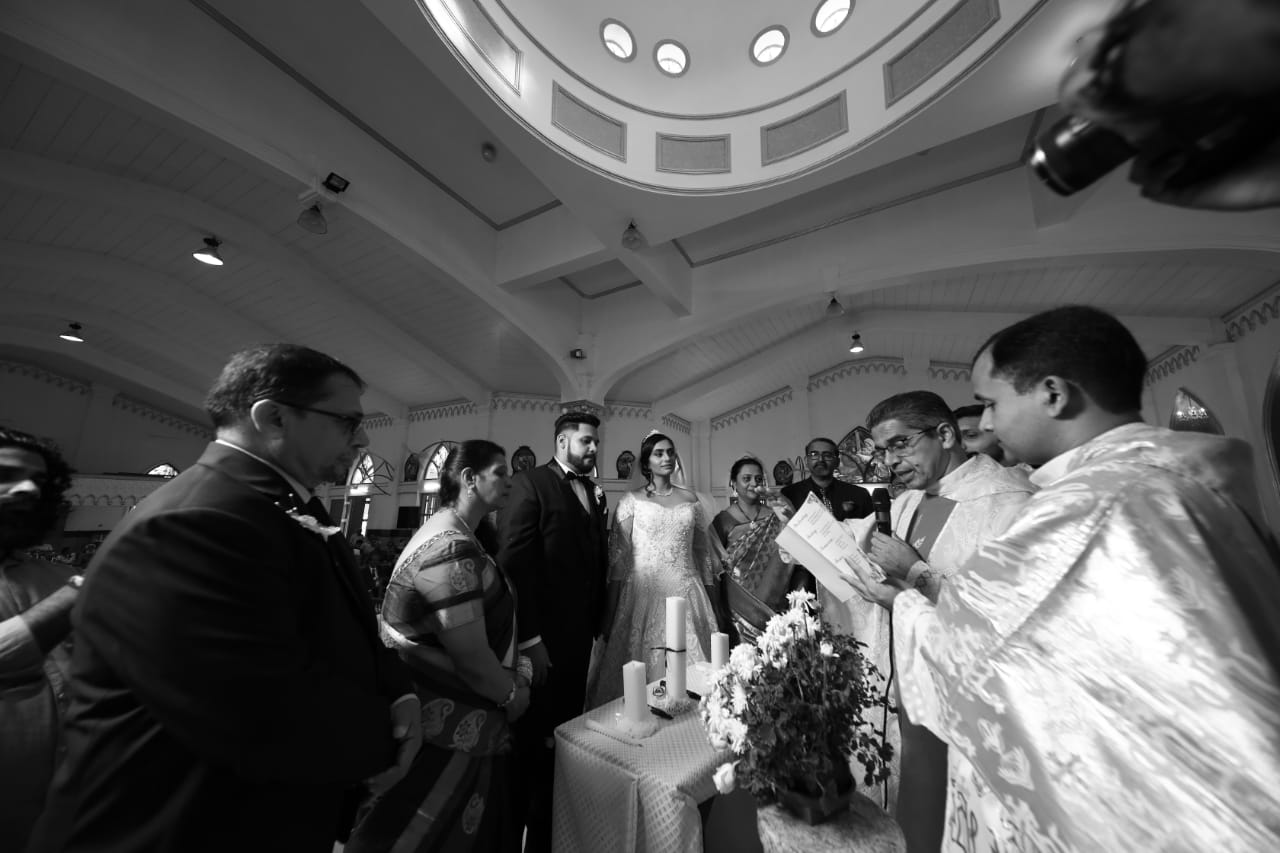
Kněz předčítající žehnací modlitbu při katolické svatbě, 2018

V latinské církvi lze během postní doby slavit svátost manželství i v rámci mše svaté, nicméně je považováno za nevhodné, aby se takové slavení konalo během Svatého týdne, a nemožné během velikonočního tridua. V zásadě není vyloučen žádný den v týdnu pro uzavření manželství. Některé východní katolické církve nedovolují uzavírat manželství během postní doby. V dřívějších dobách latinská církev sice dovolovala uzavírat manželství kdykoli, ale zakazovala slavnostní žehnání manželství během adventu a o Vánocích a během postní doby a o Velikonoční neděli. Ve 21. století je v latinské církvi zakázáno uzavírat manželství v době, kdy se koná Slavnost Zmrtvýchvstání Páně.

### Smíšená manželství
Zatímco o manželství mezi katolíkem a nekatolíkem se běžně hovoří jako o smíšeném manželství, v užším slova smyslu je smíšeným manželstvím manželství mezi katolíkem (pokřtěným v katolické církvi nebo do ní přijatým) a nekatolickým křesťanem, v nazývané také termínem mezidenominační manželství.
Katolická církev se od počátku stavěla proti manželství mezi katolíkem a nekatolíkem, ať už pokřtěným či nepokřtěným, protože v něm viděla „degradaci posvátného charakteru manželství, které by zahrnovalo společenství v posvátných věcech s těmi, kdo nejsou součástí ovčince. [...] Bylo jen přirozené a logické, že církev učinila vše, co bylo v jejích silách, aby zabránila svým dětem uzavírat manželství s těmi, kteří se nacházejí mimo její okruh a kteří neuznávají svátostný charakter svazku, do něhož vstupují.“ Církev tedy považovala za překážky manželství katolíků to, co se začalo nazývat dvěma překážkami: smíšené náboženství (lat. mixta religio) a rozdílnost kultu (lat. disparitas cultus).

#### Manželství s nekatolickým křesťanem
Církevní koncily od počátku zakazovaly katolickým křesťanům uzavírat manželství s heretiky nebo schizmatiky. Na rozdíl od manželství s nekřesťanem, které bylo považováno za neplatné, bylo manželství s kacířem považováno za platné, i když nedovolené, pokud nebyl získán dispens. Odpor církve vůči takovým svazkům je však velmi starý. Rané regionální koncily, jako Elvirská synoda ze 4. století a Laodikajská synoda, proti nim vydaly zákony; ekumenický Chalkedonský koncil takové svazky zakázal, zejména mezi příslušníky nižších církevních stupňů a heretickými ženami.
V roce 692 prohlásila Trullská synoda taková manželství za neplatná, což bylo rozhodnutí přijaté na Východě, ale ne na Západě.
S reformací v 16. století bylo přijato více zákonů týkajících se smíšených manželství. V zemích, kde byl vyhlášen dekret Tridentského koncilu Tametsi, se na západě začalo na smíšená manželství pohlížet jako na neplatná, nikoliv však přímo kvůli tomu, že jsou smíšená, ale proto, že nebyla dodržena podmínka platnosti, kterou dekret ukládal, totiž že manželství musí být uzavřeno před farářem nebo jím pověřeným knězem a nejméně dvěma svědky. Tento dekret vyžadoval, aby smlouva byla uzavřena před farářem nebo jiným jím pověřeným knězem a za přítomnosti dvou nebo tří svědků pod sankcí neplatnosti. Dokonce i tam, kde byl dekret Tametsi vyhlášen, církev nepovažovala za možné trvat na přísnosti této legislativy ve všech zemích kvůli silnému protestantskému odporu. Legislativa však byla často prosazována tím, že katoličtí rodiče ve svých závětech stanovili, že jejich děti budou vyděděny, pokud se zřeknou katolictví.
Papež Benedikt XIV. vydal prohlášení („benediktinský dispens“) týkající se sňatků v Nizozemsku a Belgii (1741), v němž prohlásil smíšené svazky za platné, pokud jsou v souladu s občanským právem. Podobné prohlášení týkající se smíšených manželství vydal papež Pius v Irsku v roce 1785 a postupně se „benediktinská dispenz“ rozšířila na různé lokality. Pius VI. povolil v Rakousku uzavírat smíšená manželství za přítomnosti kněze, pokud se nepoužijí žádné církevní obřady, a s vynecháním veřejných zákazů, což bylo důkazem neochoty církve takové svazky schvalovat. V roce 1869 Kongregace pro propagandu takové sňatky dále povolila, ale pouze pod podmínkou vážné nutnosti, protože se obávala, že se věřící „vystavují vážným nebezpečím, která jsou s těmito svazky spojena“. Biskupové měli katolíky před takovými sňatky varovat a neudělovat pro ně dispens s výjimkou závažných důvodů a nikoliv z pouhé vůle žadatele. V zemích, kde dekret nebyl vyhlášen, byla jinak uzavřená manželství, tzv. tajná manželství, nadále považována za platná až do roku 1908, kdy byl dekret nahrazen dekretem Ne Temere papeže Pia X., který „benediktinské dispensy“ zrušil.
Katoličtí křesťané mohou platně uzavřít manželství s pokřtěnými nekatolickými křesťany, pokud k tomu dostanou povolení od „kompetentní autority“, kterou je obvykle místní ordinář katolické křesťanské strany; pokud jsou splněny příslušné podmínky, je takové uzavřené manželství považováno za platné, a protože se jedná o manželství mezi pokřtěnými osobami, je také svátostí.
Svatby, při nichž jsou obě strany katolickými křesťany, se obvykle konají v katolickém kostele, zatímco svatby, při nichž je jedna strana katolickým křesťanem a druhá nekatolickým křesťanem, se mohou konat v katolickém nebo nekatolickém křesťanském kostele.
Podmínkou pro udělení povolení ke sňatku s nekatolíkem je, aby se katolická křesťanská strana zavázala odstranit nebezpečí odklonu od víry a učinit vše, co je v jejích silách, aby všechny děti byly pokřtěny a vychovány v katolické církvi; druhá strana má být s tímto závazkem a povinností katolické křesťanské strany seznámena.

#### Manželství s nekřesťanem
Hlavní článek: Přirozené manželství
Prvotní církev nepovažovala za neplatný sňatek katolíka s nekřesťanem (nepokřtěným), zvláště pokud k němu došlo před jeho obrácením na víru. Přesto se doufalo, že obrácená manželka nebo manžel budou prostředkem k přivedení druhé strany do církve nebo alespoň k zajištění katolické výchovy dětí z tohoto svazku. S rozvojem církve potřeba takových svazků klesala a námitky proti nim sílily. Spíše na základě zvyklostí než církevní legislativy začaly být takové sňatky postupně považovány za neplatné a disparitas cultus začal být vnímán jako překážka pro uzavření manželství katolíkem. Na místní úrovni se objevily i výnosy proti sňatkům s pohany (koncil v Kartágu (397) a za Štěpána I. Uherského na počátku 11. století) a se Židy (III. toledský koncil v roce 589).
Když byl ve 12. století vydán Gratiánův dekret, stala se tato překážka součástí kanonického práva. Od té doby byla všechna manželství uzavřená mezi katolíky a nekřesťany považována za neplatná, pokud nebyl získán dispens od církevní autority.
Manželství mezi katolíkem a nekřesťanem (nepokřtěným) je církví považováno za neplatné, pokud není udělen dispens (tzv. dispens od „rozdílnosti kultu“, což znamená odlišnost kultu) od zákona, který taková manželství prohlašuje za neplatná. Tento dispens může být udělen pouze za určitých podmínek. Pokud je dispens udělen, církev uznává manželství za platné, ale spíše přirozené než svátostné, protože svátosti mohou platně přijímat pouze pokřtění a nekřesťanská osoba nemá vztah ke Kristu.

### Nový sňatek vdov nebo vdovců
Katolická církev učí, že manželé se jeden druhému zcela zavazují až do smrti. Sliby, které si dávají při svatebním obřadu, jsou závazkem „dokud nás smrt nerozdělí“. Po smrti jednoho z nich se druhý může znovu oženit nebo zůstat svobodný. Někteří se rozhodnou stát se kněžími nebo řeholníky. Tuto cestu si někteří zvolili již v prvních křesťanských staletích, a to lidé jako svatá Marcela, svatá Paula Římská, svatá Galla Římská a svatá Olympias z Nicomedie.

## Udělovatelé svátosti manželství

### Západní církev

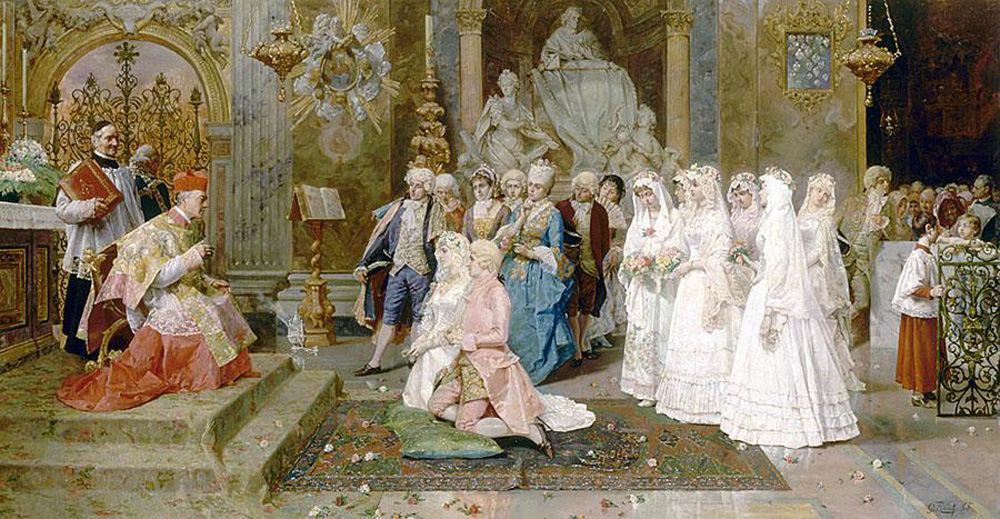
Svatební obřad (Giulio Rosati)

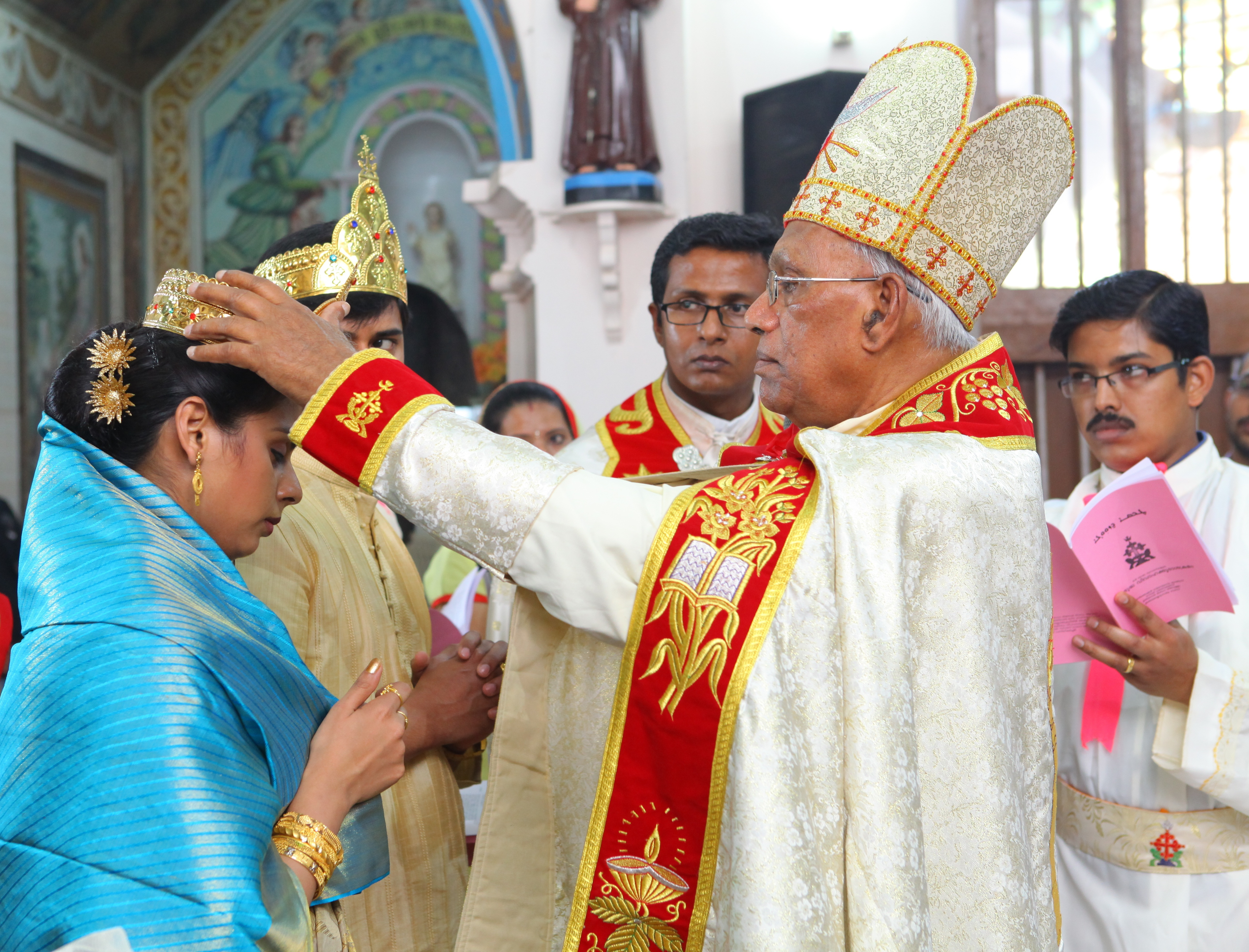
Obřad korunovace při církevním sňatku v syromalabarské katolické církvi, která je východní katolickou církví a součástí křesťanského společenství sv. Tomáše v Indii

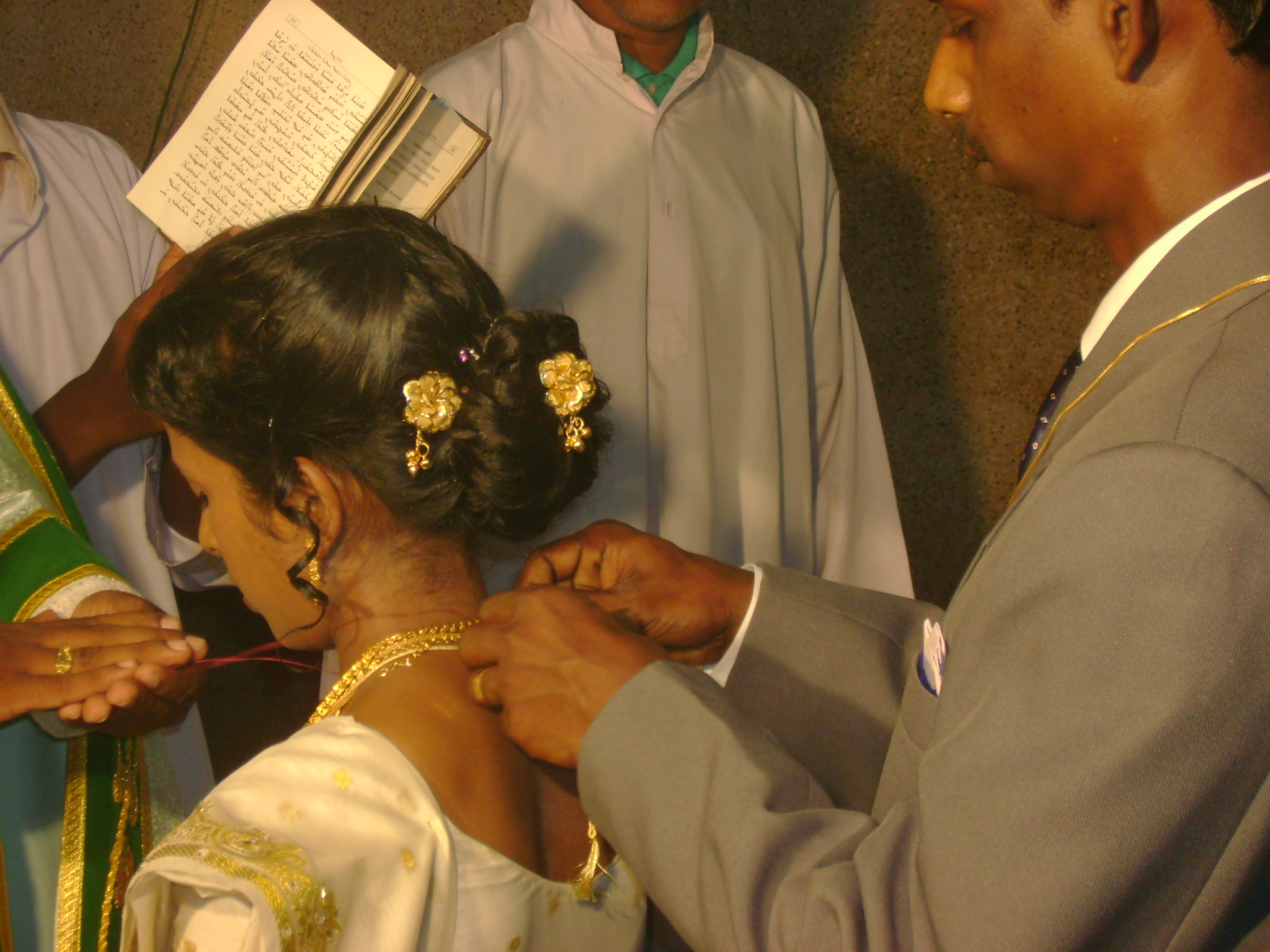
Tradiční keralitský obřad Minnu Kettu v syromalankarské katolické církvi

Manželé musí platně uzavřít manželskou smlouvu. V latinské katolické tradici jsou to manželé, kteří si navzájem udělují manželství. Manželé si jako služebníci milosti přirozeně navzájem udělují svátost manželství, čímž vyjadřují svůj souhlas před církví. 
To nevylučuje nutnost účasti církve na uzavření manželství; za normálních okolností kanonické právo vyžaduje pro platnost manželství účast místního biskupa nebo faráře (nebo jimi pověřeného kněze či jáhna) a nejméně dvou svědků. Kněz má pouze roli „asistenta“ manželů, aby zajistil, že manželství bude uzavřeno v souladu s kanonickým právem, a má se zúčastnit, kdykoli je to možné. Pokud je účast kněze nepraktická, může být církví pověřen kompetentní laik nebo se může pouze zúčastnit místo kněze. V případě, že se nenajde kompetentní laik, je manželství platné, i když je uzavřeno pouze za přítomnosti dvou svědků. V květnu 2017 například Dikasterium pro bohoslužbu a svátosti (Congregatio de Cultu Divino et Disciplina Sacramentorum) vyhovělo žádosti biskupa, aby bylo jeptišce uděleno povolení vést svatební obřad v Quebecu z důvodu nedostatku kněží.

### Východní církve
Východní katolické církve sdílejí tradici běžnou v celém východním křesťanství, podle níž je udělovatelem svátosti biskup nebo kněz, který „korunuje ženicha a nevěstu na znamení manželské smlouvy“; tento obřad vedl k tomu, že se svátost nazývá korunovace.

## Nerozlučitelnost
Katolická teologie učí, že platně uzavřené svátostné manželství je doprovázeno božskou mocí, čímž vzniká prakticky nerozlučitelný svazek. Od chvíle, kdy manželé uzavřou manželství, je svátostné manželství rozlučitelné pouze smrtí jednoho z manželů. Nekonzumované manželství může být rozvázáno papežem jakožto Kristovým náměstkem. Jakmile je svátostné manželství konzumováno, je možná pouze odluka: manželský svazek nemůže být rozvázán žádnou mocí.
Z pohledu církve nelze ani platně uzavřené přirozené manželství (manželství, v němž alespoň jedna ze stran není pokřtěna) rozvést z vůle snoubenců ani žádným opatřením státu. Proto „katolická církev neuznává ani neschvaluje civilní rozvod přirozeného manželství, stejně jako svátostného manželství“. Církev však může přirozené manželství, i když je konzumováno, rozvést, pokud to prospívá zachování víry ze strany křesťana, což jsou případy, které byly nazvány pavlovským a petrovským privilegiem. V těchto případech, které vyžadují zásah Svatého stolce, církev připouští skutečný rozvod, skutečné zrušení platného manželství, na rozdíl od udělení rozvodu pouhou lidskou mocí, který podle katolické teologie manželský svazek ve skutečnosti nerozvádí.
Zatímco porušení některých předpisů může způsobit, že manželství je nepovolené, ale ne neplatné, některé podmínky jsou nezbytné a jejich absence znamená, že manželství ve skutečnosti není platné a účastníci nejsou považováni za manžele. Kánon 1137 CIC však uvádí, že děti narozené v „domnělém“ manželství (definovaném v kánonu 1061, odst. 3 jako takové, které není platné, ale bylo uzavřeno v dobré víře alespoň jedním z manželů), jsou legitimní; proto prohlášení manželství za neplatné nečiní děti z tohoto manželství nelegitimními.

### Nulita
Hlavní článek: Uznání neplatnosti svátosti manželství
Katolická církev důsledně zastává názor, že zatímco zrušení platného přirozeného manželství, i když bylo konzumováno, může být povoleno z důvodu křesťanské víry („in favorem fidei“), nikoli však z jiných důvodů, a že platné svátostné manželství, pokud nebylo konzumováno, může být zrušeno, platné svátostné konzumované manželství je nerozlučitelné. Takové manželství nelze rozvést. K tomu, co se označuje jako anulování manželství, však dochází tehdy, když dva příslušné církevní soudy vydají shodné rozsudky, že určité manželství ve skutečnosti nebylo platné.
Požadavky na platnost manželství jsou v Kodexu kanonického práva uvedeny pod hesly „překážky zabraňující uzavření manželství“ (např. příliš mladý, impotentní, již ženatý, vysvěcený), „manželský souhlas“ (který vyžaduje např. dostatečné užívání rozumu, psychickou schopnost přijmout podstatné závazky manželství a svobodu od násilí a strachu), a „forma uzavření manželství“ (obvykle vyžadující, aby bylo uzavřeno za přítomnosti faráře nebo jeho zástupce a nejméně dvou dalších svědků).
Prohlášení manželství za neplatné je prohlášením manželství za neplatné (nebo paakt) v době, kdy si manželé vyměnili manželský slib. K prohlášení manželství za neplatné tedy dochází pouze tehdy, když církevní soud zjistí, že manželství nebylo platné v době uzavření manželské smlouvy. Chování, které následovalo po uzavření smlouvy, není přímo relevantní, leda jako důkaz post factum o platnosti či neplatnosti smlouvy. To znamená, že chování po uzavření smlouvy nemůže fakticky změnit platnost smlouvy. Například manželství by bylo neplatné, pokud by jedna ze stran v době uzavření manželství neměla v úmyslu dodržet slib věrnosti. Pokud měl manžel v době uzavření manželství v úmyslu být věrný, ale později se dopustil nevěry, nezpůsobuje to neplatnost manželství.
Podle učení katolické církve se tedy prohlášení manželství za neplatné a rozvod liší jak svým odůvodněním, tak svým účinkem; prohlášením manželství za neplatné se konstatuje, že skutečné manželství nikdy neexistovalo, zatímco rozvodem se manželství ruší. 
V kanonickém právu existuje řada důvodů pro uznání neplatnosti manželství, která byla uzavřena neplatně. MacCulloch si povšiml „vynalézavosti“ římskokatolických právníků při jejich uplatňování v historickém kontextu.
Anulování manželství se netýká pouze manželství. Podobný proces může vést i k anulaci kněžského svěcení.

## Hříchy proti manželství a manželské čistotě
Hlavní článek: Homosexualita a katolická církev
Podle učení katolické církve může být manželství uzavřeno pouze mezi jedním mužem a jednou ženou se svobodným a dobrovolným souhlasem obou partnerů pro dobro druhého a pro předávání lidského života. Církev se domnívá, že cizoložství, rozvod, nové manželství po rozvodu, manželství bez úmyslu předávat život, polygamie, incest, zneužívání dětí, volný svazek a manželství na zkoušku jsou hříchy proti důstojnosti manželství. Církev také věří, že manželé musí dodržovat čistotu a že mezi hříchy proti čistotě patří chtíč, masturbace, smilstvo, pornografie, prostituce, znásilnění, incest, zneužívání dětí a homosexualita v jakékoli podobě.
Katolická církev se staví proti zavedení civilních i církevních sňatků osob stejného pohlaví. Církev také zastává názor, že svazky osob stejného pohlaví jsou nepříznivým prostředím pro děti a že legalizace takových svazků poškozuje společnost. Přední představitelé katolické hierarchie, včetně kardinálů a biskupů, se veřejně vyjádřili nebo aktivně vystupovali proti uzákonění civilních sňatků osob stejného pohlaví a povzbuzovali ostatní, aby učinili totéž, a podobně postupovali i v případě registrovaného partnerství osob stejného pohlaví a adopcí osobami stejného pohlaví.
V roce 2021 katolická církev potvrdila svůj postoj: že „církev nemá pravomoc udělovat požehnání svazkům osob stejného pohlaví.“